# Premio Bram Stoker al Racconto breve
Il premio Bram Stoker al Racconto breve (Bram Stoker Award for Short Story) è un premio letterario assegnato dal 1987 nell'ambito dei Premi Bram Stoker dalla Horror Writers Association (HWA) al Racconto breve (Short Story) di qualità superiore ("superior achievement", non "best novel"), non più assegnato dal 1997.

## Albo d'oro
L'anno si riferisce al periodo di pubblicazione preso in considerazione, mentre i premi sono assegnati l'anno successivo.
I vincitori sono indicati in grassetto, a seguire gli altri candidati.

### Anni 1987-1997
- 1987: The Deep End di Robert McCammon
  - Friend's Best Man di Jonathan Carroll
  - This Old Man di Charles L. Grant
  - Day-Tay-Vao di F. Paul Wilson
  - Traps di F. Paul Wilson
- 1988: Night They Missed the Horror Show di Joe R. Lansdale
  - The Young Thing at the Top of the Stairs di Ray Bradbury
  - She's a Young Thing and Cannot Leave Her Mother di Harlan Ellison
  - The Music of the Dark time di Chet Williamson
  - Jack's Decline di Lucius Shepard
  - Nobody Lives There Now di Carol Orlock
- 1989: Eat Me di Robert McCammon
  - A Sad Last Love at the Diner of the Damned di Edward Bryant
  - Bodies and Heads di Steve Rasnic Tem
  - Each Night, Each Year di Kathryn Ptacek
  - Yore Skin's Jes's Soft 'n Purdy' He Said di Chet Williamson
- 1990: The Calling di David B. Silva
  - Back Windows di Steve Rasnic Tem
  - But You'll Never Follow Me di Karl Edward Wagner
  - From the Papers of Helmut Hecher di Chet Williamson
  - The Loneliest Number di Edward Bryant
- 1991: Lady Madonna di Nancy Holder
  - The Ash of Memory, the Dust of Desire di Poppy Z. Brite
  - Love Doll: A Fable di Joe R. Lansdale
  - The Braille Encyclopaedia di Grant Morrison
  - Wolf Winter di Maxine O'Callaghan
  - Richard's Head di Al Sarrantonio
- 1992: This Year's Class Picture di Dan Simmons
  - Farm Wife di Nancy Kilpatrick
  - Did They Get You to Trade? di Karl Edward Wagner
  - Come One, Come All di Gahan Wilson
  - Bright Lights, Big Zombie di Douglas E. Winter
- 1993: I Hear the Mermaids Singing di Nancy Holder
  - Death Fiend Guerrillas di William S. Burroughs
  - Distances di Sherman Alexie
  - The Dog Park di Dennis Etchison
  - Pain Grin di Wayne Allen Sallee
- 1994: (ex aequo) The Box di Jack Ketchum e Cafe Endless: Spring Rain di Nancy Holder
  - Mr. Torso di Edward Lee
  - Things of Which We Do Not Speak di Lucy Taylor
- 1995: Chatting With Anubis di Harlan Ellison
  - Becky Lives di Harry Crews
  - The Bungalow House di Thomas Ligotti
  - The Death of the Novel di William Browning Spencer
- 1996: Metalica di P.D. Cacek
  - The Slobbering Tongue That Ate the Frightfully Huge Woman di Robert Devereaux
  - The Secret Shih Tan di Graham Masterton
  - The House of Mourning di Brian Stableford
  - Plan 10 from Inner Space di Karl Edward Wagner
- 1997: Rat Food di Edo van Belkom e David Nickle
  - I Am Infinite, I Contain Multitudes di Douglas Clegg
  - A Plague on Both Your Houses di Scott Edelman
  - Madame Babylon di Brian Hodge